# Vi er alle i samme båd
"Vi er alle i samme båd" er en dansk revyvise skrevet til Hornbækrevyen 1944 af Poul M. Jørgensen til en folkemelodi. I revyen blev visen fremført af Helge Kjærulff-Schmidt med rumsterstang, pegepind og høj hat med dannebrogflag. Han havde også en stor tegning med en allegorisk fremstilling af det danske samfund i en synkende skude, som teksten er bygget op om, og han pegede på billederne, efterhånden som han sang om dem. Tegningen var skabt af Arne Ungermann til et vittighedsblad, han havde lavet. Remedierne til nummeret findes nu på Revymuseet. 
Senere kom der en opdateret udgave med Ulf Pilgaard i Cirkusrevyen 2006 med titlen "Lærte vi noget?". Her var tegningen lavet af Roald Als og teksten handlede om Muhammed-krisen. Teksten til denne udgave er skrevet af Vase & Fuglsang.